# Страча
Страча — річка в Білорусі, права притока річки Вілія (Няріс). Басейн Балтійського моря.
Бере свій початок із озера Малі Шквашти, протікає через територію ландшафтного заказника «Блакитні озера». Довжина річки близько 59 км. Найбільші притоки — Линтупка (права) та Свіриця (ліва).
Пам'ятники природи: на правому березі — геологічний вихід «Камаришки», на лівому — Альшевський парк біля села Альшеве.
Озера: Балдук, Ячменек.
| Білорусь | Це незавершена стаття з географії Білорусі. Ви можете допомогти проєкту, виправивши або дописавши її. |